# Сан Лука (Виченца)
Сан Лука је насеље у Италији у округу Виченца, региону Венето.
Према процени из 2011. у насељу је живело 159 становника. Насеље се налази на надморској висини од 443 м.